# Minden (Sûre)
Pour les articles homonymes, voir Minden (homonymie).
Minden (Mënnen en Luxembourgeois) est une municipalité allemande située dans le Land de Rhénanie-Palatinat et l'arrondissement d'Eifel-Bitburg-Prüm.

## Géographie

Situation dans l’arrondissement d'Eifel-Bitburg-Prüm

La commune est délimitée au sud par la frontière luxembourgeoise et la Sûre (un affluent de la Moselle) qui la séparent de la commune de Rosport-Mompach dans le canton d'Echternach. Elle est en outre bordée à l’est par l’arrondissement de Trèves-Sarrebourg.